# عثمان بن علي
عثمان بن علي بن أبي طالب (توفي في 61هـ/ 680 م) الأخ الشقيق للعباس بن علي، شارك في معركة كربلاء مع أخيه الحسين و استشهد معه.

## نسبه
هو عثمان بن علي بن أبي طالب بن عبد المطلب أمه أم البنين فاطمة بنت حزام الكُلَّابيَّة ، قال علي عنه:«إنما سميته باسم أخي عثمان بن مظعون»
تكون ولادته في الكوفة فترة خلافة والده علي سنة 39 للهجرة ؛ وذلك استناداً إلى بعض الأخبار التي تتحدث عن مقتله ، وهو ابن واحد وعشرين سنة،
لم تنقل الكتب والمصادر التاريخية عنه شيئاً سوى ما حدث في يوم عاشوراء، ولكن يبدو أن اسمه ورد في سند بعض الروايات والأحاديث، كما تشير بعض الروايات الواردة إلى عدم زواجه، وأنه لم ينجب أولاداً، ولم يعقب.

## مقتله
أصابه سهم من خولي بن يزيد الأصبحي ، وقتله رجلٌ من بني أبان بن حازم وله من العمر 21 سنة، وكان يقاتل وهو يقول: